# برت ویلر
برت ویلر (انگلیسی: Bert Wheeler؛ ‏ ۷ آوریل ۱۸۹۵ – ۱۸ ژانویهٔ ۱۹۶۸) بازیگر و کمدین اهل ایالات متحده آمریکا بود.
از فیلم‌هایی که وی در آن‌ها نقش داشته‌است، می‌توان به پسران مومیایی، مشکل دشوار، ریو ریتا و به‌طور کامل اشاره نمود.